# Pardalot (espantacriatures)
El Pardalot és una criatura aterridora que vivia a l'interior de les xemeneies de rajola de les fabriques que s'ubicaven a la zona de la Ribera Baixa i també a la Plana Baixa.
Francesc Gisbert ens conta que el monstre gaudia del calor del foc i utilitzava el fum que eixia per les xemeneies per camuflar-se quan entrava o eixia del seu cau. Aquest amor al foc fa que se’l emparenta amb criatures infernals.
Conta la llegenda negra que aquest Pardalot s'alimentava, i alimentava als seus pollets, del xiquets que raptava per anar a soles massa temps i per zones deshabitades. És per aquesta raó que els pares utilitzaven aquest monstre per espantar les criatures que romancejaven desprevingudes massa temps pel carrer.
Una altra llegenda està relacionada amb un Pardalot. Segons conta la tradició, que Vicent Blasco Ibáñez ja va recollir de boca dels comerciants en la seva novel·la 'Arròs i Tartana', hi hagué una època en què els agricultors aragonesos arribaven a la ciutat a la recerca d'un treball com criats per als seus fills més petits. Però sempre no en tenien sort, així, quan no havien aconseguit col·locar al xiquet en alguna casa o en algun treball con aprenent, el duien a veure el gran penell de l'església de Sant Joan del Mercat, que presentava un gran pardal conegut con “el Pardalot”. El xiquet, innocent, es quedava contemplant el gran pardal que girava amb el vent. Mentre, el pare aprofitava per fugir i abandonar el xiquet a la seua sort en mig del carrer.